# Johann Friedrich (Ingenieur)
Johann Friedrich (auch Hans Friedrich) (* 2. April 1872 in Hersbruck in Mittelfranken; † 20. Januar 1951) war ein deutscher Eisenbahningenieur und Reichsbahndirektor.

## Leben
Nach dem Abitur am Realgymnasium Nürnberg im Jahre 1890 studierte Johann Friedrich Bauingenieurwesen an der Technischen Universität München, legte 1897 die praktische Prüfung für den Staatsbaudienst ab und trat in den Dienst der Bayerischen Staatseisenbahnen, wo er zum Jahresbeginn 1899 Abteilungsleiter und im Juni 1901 Betriebsingenieur wurde.
Nach einjähriger Tätigkeit im Außendienst wurde er 1902 in die Generaldirektion berufen und im Neubaudienst eingesetzt. Bevor er am 1. Juni 1908 zum Direktionsrat im Staatsministerium für Verkehrsangelegenheiten ernannt wurde, gehörte er dem Vorstand der Betriebs- und Bauinspektion Memmingen an.
1910 zum Regierungsrat und 1919 zum Oberregierungsrat befördert, wurden ihm am 24. April 1920 Rang und Titel eines Ministerialrats verliehen. Friedrich kam in die Zweigstelle Bayern des  Reichsverkehrsministeriums, wurde Oberregierungsbaurat und 1921 Leiter des Bahnhofs- und Neubaureferats.
Im Herbst 1924 erhielt er die Ernennung zum Reichsbahndirektor bei der Gruppenverwaltung Bayern der Deutschen Reichsbahn und wurde dort am 1. Februar 1933 mit der Leitung der technischen und Betriebsabteilung beauftragt. Am 1. Oktober 1933 zum Reichsbahndirektor und Abteilungsleiter ernannt, wurde er im Jahr darauf wegen der Auflösung der Gruppenverwaltung in den Ruhestand verabschiedet.

## Ehrungen
Am 2. Dezember 1932 wurde ihm die Ehrendoktorwürde der Technischen Universität München „in Anerkennung seiner hervorragenden Dienste um die Förderung des Bayerischen Verkehrswesens“ verliehen.